# Memecylon sejunctum
Memecylon sejunctum är en tvåhjärtbladig växtart som beskrevs av R.D. Stone. Memecylon sejunctum ingår i släktet Memecylon och familjen Melastomataceae. Inga underarter finns listade i Catalogue of Life.